# Terry Becker
Pour les articles homonymes, voir Becker.
Terry Becker (né le 5 août 1921 à New York et mort le 30 décembre 2014  à Los Angeles en Californie) est un acteur, réalisateur et producteur de télévision américain

## Biographie
Terry Becker est surtout connu pour le rôle de Chief Francis Ethelbert Sharkey dans les saisons 2 à 4 de la série de télévision Voyage au fond des mers . Becker a repris le rôle après la mort de l'acteur Henry Kulky , qui avait joué chef du sous-marin (Curly Jones) au cours de la première saison de la série. Terry Becker a également fait deux apparitions sur Perry Mason . En 1958, il a joué assassiner victime Philip Larkin dans "The Case of the Prodigal Parent", et en 1960, il a joué Procureur de Everett Ransome dans "The Case of the Violent Village."

## Filmographie

### Comme acteur

#### Cinéma
- 1974 : The Thirsty Dead
- 1960 : Code of Silence de Mel Welles : Mike Story
- 1958 : Le Chouchou du professeur (Teacher's Pet) de George Seaton : Mr. Appino
- 1958 : The Fiend Who Walked the West de Gordon Douglas : Lew Lane
- 1959 : Le Génie du mal (Compulsion) de Richard Fleischer : Benson
- 1967 : El Magnifico extranjero de Justus Addis et Herschel Daugherty : Burt
- 2004 : The Writer de Chad Michael : Dr Norman Solomon
- 2005 : Neighborhood Watch de Graeme Whifler (en) : Judd Sowell

#### Télévision
- 1964 : Voyage au fond des mers (Voyage to the Bottom of the Sea) (série télévisée) : Chief Francis Ethelbert Sharkey (1965-1968)
- 1964 : La Quatrième Dimension (The Twilight Zone) (Série TV) : épisode Un matin noir (I Am the Night - Color Me Black) de Abner Biberman (saison 5, épisode 26) : le condamné

### Comme réalisateur
- 1969 : Room 222 (série télévisée)
- 1969 : Love, American Style (série télévisée)

### Comme producteur
- 1977 : The Last Hurrah (en) (téléfilm)
- 1983 : Savage in the Orient (TV)
- 1985 : Blade in Hong Kong (en) (TV)